# Жилль, Шарль
Шарль Жилль (фр. Charles Gille), прозванный Мушро́н (le Moucheron, мошка); 6 января 1820 года, Париж — 24 апреля 1856 года, там же) — французский шансонье и поэт-песенник, выходец из рабочих, сочинявший злые сатиры на буржуазные правительства Франции; завсегдатай парижских гогетт. Его имя связано с революцией 1848 года.

## Биография
Родился в рабочей семье; в 12 лет покинул школу, чтобы помогать матери-корсетнице. Обнаружил талант рифмосложения; в 19 лет спел друзьям «la Fête des Champeaux» и с тех пор вошёл в круг парижских поэтов, встречавшихся на собраниях-гогеттах.
В 1840-х годах создал гогетту под названием «Звери» (Goguette des Animaux), где взял прозвище «Мошка» (le Moucheron). В отличие от других песенных собраний, это не было разрешено полицией; в 1846 г. Жилль был арестован и приговорён к шести месяцам тюрьмы. Освободившись из тюрьмы в августе 1847 г., принял участие в февральской революции и до середины мая 1848 г. служил лейтенантом республиканской гвардии в префектуре полиции, при Коссидьере. После смещения Коссидьера, не внушавшего доверия буржуазным кругам, поэт вернулся к прежнему полуголодному образу жизни.
Пытался жить уроками, обучал языку и письму детей рабочих, но постоянно голодал, не смог выбиться из нищеты и мелких долгов и, отчаявшись, повесился 24 апреля 1856 г.

## Творчество
Примечательные песни Шарля Жилля:
- «Когда б того вы захотели»
- «Вселенский собор»
- «Рабле»
- «Префекту полиции, закрывшему нашу гогетту»
- «Надгробное слово г-ну Крезу»
- «Мой фуганок»
- «Старые рабочие»
- «Союз товарищей»
- «Париж надеется» (1842)
- «Эдикт об охоте» (1846)
- «Гюставу Леруа» (1846)
- «Биржа на хлебном рынке» (1847)
- «Спекулянты» (1847)
- «Кабаре Рампонно» (1848)
- «Трудовой бой» (1848)
- «Расплата»
- «Рудокопы Ютзеля»
- «Три шляпы», — злая сатира на Луи Наполеона как президента республики.